# 前额滑面蟹
前额滑面蟹（学名：Etisus frontalis）为扇蟹科滑面蟹属的动物。分布于菲律宾苏禄海、澳大利亚东北岸及阿尔达布拉岛以及中国大陆的西沙群岛等地，生活环境为海水，一般生活于珊瑚礁浅水中。